# Misaoni trik Jedija
Misaoni trik jedia je sposobnost jedi viteza da na hipnotizirajući način utječe na odluku koju donosi objekt njegove umne manipulacije. Prilikom pokušaja da se takva sposobnost primjeni na Han Sola, u IV. nastavku serijala Ratova zvijezda, dodana je napomena da je to moguće učiniti samo ljudima sa slabijim umnim sposobnostima. Vjerojatno najpoznatija situacija u kojoj se jedi vitez koristi takvim "trikom" je ona u kojoj Obi-Wan Kenobi (Ben Kenobi) uvjeri klona, koji traga za dva droida, da dva droida koja su s njim nisu oni droidi koje traži.